# Фридрих IV фон Кастел
Фридрих IV фон Кастел (VII, IX) (на немски: Friedrich IV (VII, IX) von Castell; * ок. 1435; † 12 януари 1498) от род Кастел е от 1479 г. до смъртта си владетел на графство Кастел.

## Произход и наследство
Той е син на граф Вилхелм II фон Кастел († 1479) и съпругата му графиня Анна фон Хелфенщайн († 1472), дъщеря на граф Йохан II фон Хелфенщайн-Блаубойрен († 1444) и графиня Ирмгард фон Кирхберг († 1444).
Умира през 1498 г. и е погребан в манастирската църква в Бирклинген. Синовете му поемат управлението.

## Фамилия
Фридрих IV се жени 1464 г. за Елизабет фон Райтценщайн († 1498 или декември 1502), дъщеря на Томас III фон Райтценщайн († 4 април 1465) и Елизабет фон Люхау († 1453). Те имат децата:
- Агнес (1466 – 1504), омъжена 1479 г. за барон Михаел II фон Шварценберг († 1489)
- Георг I (1467 – 1506), граф и господар на Кастел
- Йохан (1468 – 1528), граф и господар на Кастел
- Албрехт (1469 – млад)
- Урсула (1472 – ок. 1527), омъжена пр. 1495 г. за барон Хайнрих фон Гутенщайн
- Амалия (1475 – млада)
- Фридрих V (X) (1477 – ок. 1500), граф и господар на Кастел
- Вероника (1478 – ок. 1498)
- Йохан Ернст (1480 – млад)
- Волфганг I (1482 – 1546), граф и господар на Кастел, женен на 25 юли 1518 г. за графиня Марта фон Вертхайм (1485 – 1541)